# As Quatro Estações (álbum de Sandy & Junior)
As Quatro Estações é o oitavo álbum de estúdio da dupla brasileira Sandy & Junior. O seu lançamento ocorreu em 24 de outubro de 1999, pela gravadora Universal Music. Gravado entre estúdios do Brasil e Estados Unidos, foi produzido por Guto Graça Mello e Sérgio Carrer (Feio). Marca a estreia de Sandy como compositora; ela assina a composição da faixa-título e de "Olha o Que o Amor Me Faz". Considerado um "divisor de águas" na carreira da dupla, o projeto traz mudanças drásticas em relação ao anterior Sonho Azul (1997) – tanto sonora quanto esteticamente –, deixando de lado o apelo infanto-juvenil e elementos country pop e focando-se em um estilo teen pop com canções direcionadas a um público mais velho que o de antes. Liricamente, as faixas retratam as dinâmicas que envolvem relacionamentos amorosos a partir da perspectiva adolescente. 
As Quatro Estações recebeu análises positivas da mídia especializada, que prezou os vocais de Sandy e definiram-no como um álbum maduro e para um público mais velho e amplo que os anteriores. Comercialmente, obteve uma enorme recepção, atingindo a primeira colocação da tabela de vendas de álbuns da Nelson Oliveira Pesquisa e Estudo de Mercado (NOPEM) com 2 milhões de unidades adquiridas em seu primeiro mês. Certificado como diamante duplo pela Pro-Música Brasil (PMB), é o disco de estúdio do gênero pop mais vendido em território brasileiro e um dos mais comprados de todos os tempos. 
Como forma de divulgação, Sandy & Junior apresentou-se em programas televisivos e embarcou na turnê de mesmo nome do álbum (2000—01), que foi assistida por mais de 8 milhões de pessoas. Profissionais definiram-no como uma obra significativa na ascensão do teen pop no Brasil, que culminou no surgimento de outros artistas do mesmo segmento e o creditaram como um ponto de mudança na imagem e sonoridade da dupla.

## Produção e gravação
Gravado entre estúdios de Campinas, São Paulo, Rio de Janeiro e Los Angeles, foi produzido por Guto Graça Mello e Sérgio Carrer (Feio). De acordo com Junior, "o álbum foi todo gravado em Los Angeles, só a voz foi colocada no Rio". Foi o primeiro da dupla após a compra da gravadora PolyGram pela Universal Music Group. O principal tema abordado é o amor, através de uma perspectiva adolescente, e sua sonoridade é focada no pop. Em uma entrevista para o jornal O Globo, Sandy expressou que a mudança partiu deles de forma espontânea e não por qualquer pressão da gravadora: "Apenas fomos crescendo. Nós sempre escolhemos o repertório. Agora é esse o tipo de música que tem a nossa cara [...] o legal é que nosso público cresceu com a gente".

"A gente não tem tanto tempo para se dedicar a composição, por isso não saem mais músicas. Mas eu estou sempre escrevendo poesias. De vez em quando vem uma ideia e, onde eu estiver, eu pego um papelzinho e anoto. Mostro para o Junior, e ele já começa fazer uma harmonia".

—Sandy explicando a contribuição do duo para as letras do álbum.
Em entrevista ao podcast, o compositor e produtor do álbum, Feio, revelou sobre os bastidores da gravação da música "Olha o que o Amor me Faz". Segundo ele, Junior encontrava-se gravando alguns vocais para o disco no estúdio MM, em Campinas, enquanto a Sandy voltava da escola. Noely, mão dos cantores, o revelou que sua filha tinha tido um sonho e escreveu um poema a partir dele, e que iria pedir a Feio que fizesse uma música. Ele assim o fez, criando a melodia da obra ao lado de Sandy. Já "Vamo Pulá!" veio de outro pedido de Noely para o compositor, por considerar que o álbum necessitava ter em seu alinhamento uma música que agitasse o público. Sandy disse que a faixa-título do disco foi inspirada por uma paixão na adolescência: "Estava apaixonada nessa época e o menino gostava de mim também, mas não se declarava. Fiz a música '"As Quatro Estações", a primeira que pus no meu caderninho."
Outro destaque de As Quatro Estações é "Aprender a Amar", a primeira canção da dupla em que Junior assume os vocais principais. Em entrevista ao O Fluminense, Sandy explicou que embora fosse algo inédito para um álbum de estúdio, ele já interpretava algumas músicas sozinho nos shows. O cantor também marca presença na instrumentação do projeto, tocando bateria eletrônica em algumas faixas. "Imortal", uma versão em português de "Immortality", de Celine Dion, e "Malia", tema em italiano, também foram adicionadas ao álbum. Sandy explicou que a primeira citada "foi uma escolha pessoal" sua, por se considerar uma grande fã do trabalho de Dion, enquanto a última foi, desde o princípio, gravada para ser inserida a trilha sonora da novela Terra Nostra, da Rede Globo, e que não exigiu grandes esforços de sua parte para cantar no idioma, revelando: "Eu tenho facilidade em aprender outras línguas. Tive apenas uma aula de duas horas e [e já] estava me [sentindo] pronta para interpretar".

## Recepção crítica
Numa análise à carreira da dupla, Braulio Lorentz e Rodrigo Ortega, do site G1, comentaram sobre algumas de suas faixas. Sobre a composição de Sandy, "Olha o Que o Amor me Faz" afirmaram: "Apesar de mostrar uma voz amadurecendo e um ímpeto criativo, [Sandy] só segue a cartilha do pop romântico da época." Para eles, "As Quatro Estações" tem "versinhos fofos, até que bem sacados para uma garota de 15 anos", enquanto "Vâmo Pulá!" foi descrita como a canção "mais infantil" e apresenta uma "dinâmica de alternar calma e explosão que é a mesma do grunge do começo [da década de 1990]. Sandy e Junior fazem um grunge diluído em pop mirim." Antônio Luis, jornalista d'O Fluminense, expressou que o álbum "mostra amadurecimento e confirma o romantismo da dupla apontada como modelo para os adolescentes [da época]". Comentando o lançamento do disco para o jornal O Pioneiro, Marcelo Antunes viu de forma positiva a progressão artística dos intérpretes, comentado: "Dos temas e posturas infantis do início da carreira, em 1991, não sobrou quase nada. Agora adolescentes, a dupla aposta tanto em climas românticos quanto agitados para agradar gregos e troianos na faixa etária de 16 anos".

## Divulgação

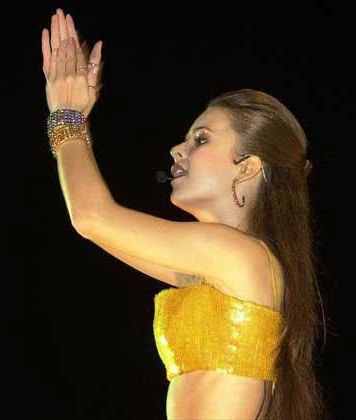
Sandy durante o concerto da dupla no Rock in Rio com o show da turnê Quatro Estações, janeiro de 2001.

Uma turnê, de de mesmo nome, foi iniciada em apoio a Quatro Estações. O espetáculo, que percorreu o Brasil entre junho de 2000 e dezembro de 2001, em mais de 60 apresentações, trazia características de todas as estações do ano para o palco. Foi dirigido pela cineasta Flávia Moraes, que também dirigiu os irmãos em alguns de seus videoclipes e no filme Acquária (2003); continha efeitos que simulava o de neve para o inverno, folhas caindo no outono, cheiro de coco representando o verão e vários efeitos especiais utilizando telões. A turnê foi vista por mais de 8 milhões de pessoas, o que representava, em 2000, 5% da população brasileira. A digressão foi registrada no álbum ao vivo homônimo, que comercializou mais de 3 milhões de réplicas no Brasil e tornou-se um dos discos mais vendidos de todos os tempos no Brasil. No dia 18 de janeiro, com o show da turnê, Sandy e Junior se apresentaram para um público de 250 mil pessoas na terceira edição do festival Rock in Rio. Neil Strauss, do The New York Times, descreveu o concerto da dupla como o "ápice da noite", enquanto a NME elogiou a apresentação da dupla e a produção de seu show.
Além de sua digressão, o duo apresentou singles de As Quatro Estações em muitos programas de televisão e premiações. Na época, havia estreado o seriado que leva o nome dos irmãos ; todas as canções do disco foram executadas no seriado, exceto "Eu Posso Quase Tudo". O programa também foi creditado pelo sucesso comercial do álbum. Eles também foram ao Domingão do Faustão, pouco após o lançamento do disco, onde executaram "Aprender a Amar", "Vamo Pulá!" e a faixa-título. Em 2000, realizaram uma aparição no Programa do Jô, onde foram entrevistados e cantaram "As Quatro Estações" no Mais Você. Na cerimônia do MTV Video Music Brasil, eles apresentaram a mesma canção. Os artistas ainda executaram "Olha o que o Amor Faz" ao vivo no palco do Planeta Xuxa. Além disso, seu primeiro álbum de remixes, intitulado Todas as Estações: Remixes, foi lançado em fevereiro, visando atrair o interesse do público de boates para o duo, e incluiu remixes de várias faixas de As Quatro Estações realizadas por diversos disco-jóqueis (DJs).

## Singles
Foram lançados cinco singles de As Quatro Estações; o primeiro deles, "Imortal", é uma versão de "Immortality", composição do grupo Bee Gees gravada pela cantora Céline Dion em seu álbum Let's Talk About Love (1997). "Vâmo Pulá!" e "Aprender a Amar" apresentam Junior nos vocais principais. Marca a estreia de Sandy como compositora, que escreveu "Olha o Que o Amor Me Faz" e "As Quatro Estações" (também lançadas como singles).

## Impacto e legado
As Quatro Estações – junto com sua versão ao vivo, Quatro Estações: O Show (2000) – é o álbum totalmente pop que mais vendeu de todos os tempos no Brasil. Com vendas superiores a 2 milhões e 800 mil cópias, foi duas vezes certificado com diamante pela Pro-Música Brasil (antiga ABPD). Como resultado, o projeto foi considerado, pelo O Pioneiro, a maior explosão popular de 2000 no Brasil. É também considerado o "maior êxito fonográfico" de Sandy & Junior e um "divisor de águas" em sua carreira. Na época, representou um novo rumo na trajetória dos irmãos, com uma imagem mais "madura" e sonoridade focada no pop. O sucesso do álbum foi um dos principais motivos pelos quais Max Hole, então diretor de marketing na Universal Music, da Inglaterra, se interessasse pela dupla e tivesse a iniciativa de fazer o lançá-los no mercado internacional, o que resultou no primeiro e único álbum crossover do duo, Internacional (2002). Escrevendo para o Jornal do Commercio, Robson Gomes relembrou o 20.° aniversário do lançamento da obra e disse que "lembrar as duas décadas de As Quatro Estações é fundamental para entender a trajetória ascendente de sucesso [da dupla] que teve início a partir deste trabalho, além de marcar a música pop brasileira da época."
As Quatro Estações é também o primeiro a apresentar composições de Sandy, que escreveu "Olha o que o Amor Me Faz" e a faixa-título "As Quatro Estações". Essas canções já foram interpretadas por candidatos de diversos talent shows. O cantor brasileiro de MPB André Leonno regravou a canção "Olha o Que o Amor Me Faz" e incluiu-a em seu segundo álbum de estúdio, Coração Sem Abrigo (2009). O cantor Dilsinho também realizou uma releitura da faixa, enquanto Kelly Key regravou "Vâmo Pulá" para a sua coletânea Festa Kids (2012). A canção "Aprender a Amar" foi depois regravada pelo cantor porto-riquenho Chayanne em seu álbum Simplemente (2000) sob o título "Te Necesito".
Sandy e Junior foram creditados um dos principais responsáveis pela onda de pop adolescente no Brasil entre o final da década de 1990 e início dos anos 2000: artistas como Wanessa Camargo, KLB, SNZ, Rouge, Kelly Key e Felipe Dylon debutaram com sucesso após o êxito da dupla em estabelecer o estilo no país. A turnê trouxe inovações, como o efeito de neve, cheiro de coco representando o verão e vários efeitos especiais utilizando telões. Em 1999, a Universal Music entregou a Sandy e Junior o prêmio de Artistas Jovens Mais Importantes do Mundo. Na 7ª edição do Prêmio Multishow de Música Brasileira, em 2000, Sandy recebeu seu primeiro prêmio de Melhor Cantora, enquanto o álbum foi indicado a Melhor Álbum e a faixa-título a Melhor Clipe e a Melhor Música. O trabalho também foi responsável por diversas vitórias e indicações na carreira da dupla em outras premiações, incluindo VMB, Meus Prêmios Nick, Melhores do Ano, Troféu Imprensa e Troféu Internet. Duas canções do disco foram incluídas em trilhas sonoras de telenovelas da TV Globo: "Olha o Que o Amor Me Faz" em O Cravo e a Rosa e "Malia" em Terra Nostra.

## Lista de faixas
Créditos adaptados do encarte do CD, As Quatro Estações, de 1999.
| N.º            | Título                                              | Compositor(es)                              | Duração |  |
| 1.             | "Imortal"                                           | Barry Gibb Robin Gibb Maurice Gibb Feio     | 4:05    |  |
| 2.             | "A Arte do Coração"                                 | Feio Xororó Noely Pereira                   | 4:37    |  |
| 3.             | "Aprender a Amar"                                   | Feghali Nando                               | 3:44    |  |
| 4.             | "Bye, Bye"                                          | Darci Rossi Feio Xororó                     | 3:19    |  |
| 5.             | "Eu Quero Mais"                                     | Feio Xororó                                 | 3:42    |  |
| 6.             | "Olha o Que o Amor Me Faz / Citação: All by Myself" | Sandy Feio                                  | 3:28    |  |
| 7.             | "Sua Estrela Sou Eu"                                | Michael Sullivan Dudu Falcão                | 4:45    |  |
| 8.             | "Príncipe dos Mares"                                | Ana Toroja N. Yustas L. Cabañas Guto Franco | 4:19    |  |
| 9.             | "Vamô Pulá!"                                        | Feio Tiãozinho Xororó                       | 3:24    |  |
| 10.            | "Baby, Eu Já Sabia"                                 | Milton Guedes Álvaro Socci Cláudio Matta    | 3:37    |  |
| 11.            | "Outdoor"                                           | Carlos Randall Danimar                      | 3:09    |  |
| 12.            | "Eu Posso Quase Tudo"                               | Feio                                        | 3:21    |  |
| 13.            | "As Quatro Estações"                                | Sandy Álvaro Socci Cláudio Matta            | 4:06    |  |
| 14.            | "Malia"                                             | M. Pagliari Francesco Paolo Tosti           | 3:35    |  |
| Duração total: | Duração total:                                      | Duração total:                              | 53:18   |  |

## Equipe e colaboradores
Todo o processo de elaboração de As Quatro Estações atribui os seguintes créditos:
Locais de gravação